# Grand Prix automobile de Mosport 2022
Navigation
Édition précédente Édition suivante
La 40e édition du Grand Prix de Mosport 2022 (officiellement appelé le 2022 Chevrolet Grand Prix) a été une course de voitures de sport organisée sur le Canadian Tire Motorsport Park en Ontario, au Canada, qui s'est déroulée du 1er juillet 2022 au 3 juillet 2022. Il s'agissait de la huitième manche du championnat WeatherTech SportsCar Championship 2022 et les voitures de catégories Daytona Prototype international (DPi), LMP3, Grand Tourisme Daytona Pro (GTD Pro) et Grand Tourisme Daytona (GTD) ont participé à la course

## Circuit
Le Canadian Tire Motorsport Park, plus connu sous le nom de Mosport est un circuit automobile situé au nord de Bowmanville en Ontario (Canada). Le complexe comprend un circuit routier de 3,96 km, une piste ovale asphaltée d'un demi mille (0,8 km) pour les courses de stock-car (le Mosport Speedway), et un circuit de karting de 1,4 km (le Mosport International Karting).
Le nom « Mosport » est la contraction de « motor » et « sport ».
En 2012, à la suite d'une entente de partenariat avec Canadian Tire, le complexe est rebaptisé « Canadian Tire Motorsport Park ».

## Engagés
La liste officielle des engagés était composée de 24 voitures, dont 6 en DPi, 6 en LMP3, 6 en Grand Touring Daytona Pro et 6 en Grand Touring Daytona.
Dans la catégorie LMP3, le pilote australien Scott Andrews avait effectué son retour dans le championnat en faisant équipage, pour la première fois de la saison, avec le pilote américain Gar Robinson aux mains de la Ligier JS P320 n°74 de l'écurie Riley Motorsports.
Dans la catégorie GTD Pro, pour la première fois de la saison, le pilote espagnol Daniel Juncadella a fait équipage avec le pilote américain Cooper MacNeil aux mains de la Mercedes-AMG GT3 Evo n°79 de l'écurie WeatherTech Racing. Le pilote japonais Kamui Kobayashi a remplacé le pilote américain Kyle Kirkwood aux mains de la Lexus RC F GT3 n°14 de l'écurie Vasser-Sullivan Racing.

## Qualifications
| Pos. | Classe  | N° | Écurie                                 | Pilote                | Temps          | Écart      |
| 1    | DPi     | 60 | Meyer Shank Racing avec Curb Agajanian | Tom Blomqvist         | 1 min 04 s 394 | --         |
| 2    | DPi     | 10 | Konica Minolta Acura                   | Ricky Taylor          | 1 min 04 s 462 | + 0 s 068  |
| 3    | DPi     | 5  | JDC Miller Motorsports                 | Tristan Vautier       | 1 min 04 s 895 | + 0 s 501  |
| 4    | DPi     | 02 | Cadillac Racing                        | Alex Lynn             | 1 min 05 s 082 | + 0 s 688  |
| 5    | DPi     | 31 | Whelen Engineering Racing              | Olivier Pla           | 1 min 05 s 126 | + 0 s 732  |
| 6    | DPi     | 01 | Cadillac Racing                        | Sébastien Bourdais    | 1 min 05 s 266 | + 0 s 872  |
| 7    | LMP3    | 36 | Andretti Autosport                     | Jarett Andretti (en)  | 1 min 13 s 102 | + 8 s 708  |
| 8    | LMP3    | 74 | Riley Motorsports                      | Gar Robinson          | 1 min 13 s 174 | + 8 s 870  |
| 9    | LMP3    | 30 | Jr III Racing                          | Ari Balogh            | 1 min 13 s 815 | + 9 s 421  |
| 10   | LMP3    | 54 | CORE Autosport                         | Jon Bennett (en)      | 1 min 14 s 056 | + 9 s 662  |
| 11   | LMP3    | 13 | AWA                                    | Orey Fidani           | 1 min 14 s 832 | + 10 s 438 |
| 12   | LMP3    | 33 | Sean Creech Motorsport                 | Lance Willsey         | 1 min 15 s 121 | + 10 s 727 |
| 13   | GTD Pro | 9  | Pfaff Motorsports                      | Mathieu Jaminet       | 1 min 15 s 468 | + 11 s 074 |
| 14   | GTD     | 12 | Vasser-Sullivan Racing                 | Frankie Montecalvo    | 1 min 15 s 633 | + 11 s 239 |
| 15   | GTD Pro | 23 | Heart of Racing Team                   | Alex Riberas          | 1 min 15 s 890 | + 11 s 496 |
| 16   | GTD Pro | 25 | BMW Team RLL                           | John Edwards          | 1 min 15 s 899 | + 11 s 505 |
| 17   | GTD Pro | 3  | Corvette Racing                        | Jordan Taylor         | 1 min 15 s 955 | + 11 s 561 |
| 18   | GTD     | 27 | Heart of Racing Team                   | Roman De Angelis (en) | 1 min 15 s 975 | + 11 s 581 |
| 19   | GTD     | 1  | Paul Miller Racing                     | Madison Snow          | 1 min 16 s 004 | + 11 s 610 |
| 20   | GTD     | 57 | Winward Racing                         | Russell Ward (en)     | 1 min 16 s 039 | + 11 s 645 |
| 21   | GTD Pro | 14 | Vasser-Sullivan Racing                 | Ben Barnicoat         | 1 min 16 s 071 | + 11 s 677 |
| 22   | GTD     | 96 | Turner Motorsport                      | Robby Foley           | 1 min 16 s 156 | + 11 s 762 |
| 23   | GTD     | 51 | Rick Ware Racing                       | Aidan Read            | 1 min 16 s 250 | + 11 s 856 |
| 24   | GTD Pro | 79 | WeatherTech Racing                     | Cooper MacNeil        | 1 min 17 s 071 | + 12 s 677 |

## Course

### Classement de la course
Voici le classement provisoire au terme de la course.
- Les vainqueurs de chaque catégorie sont signalés par un fond jauni.
- Pour la colonne Pneus, il faut passer le curseur au-dessus du modèle pour connaître le manufacturier de pneumatiques.

| Pos     | Classe  | no | Écurie                                 | Pilotes                                 | Châssis                                 | Pneus | Tours | Temps       |
| ------- | ------- | -- | -------------------------------------- | --------------------------------------- | --------------------------------------- | ----- | ----- | ----------- |
| Pos     | Classe  | no | Écurie                                 | Pilotes                                 | Moteur                                  | Pneus | Tours | Temps       |
| 1       | DPi     | 01 | Cadillac Racing                        | Sébastien Bourdais Renger van der Zande | Cadillac DPi-V.R                        | M     | 123   | 2:40:31.158 |
| 1       | DPi     | 01 | Cadillac Racing                        | Sébastien Bourdais Renger van der Zande | Cadillac 5,5 L V8 Atmo                  | M     | 123   | 2:40:31.158 |
| 2       | DPi     | 60 | Meyer Shank Racing avec Curb Agajanian | Tom Blomqvist Oliver Jarvis             | Acura ARX-05                            | M     | 123   | 3.509       |
| 2       | DPi     | 60 | Meyer Shank Racing avec Curb Agajanian | Tom Blomqvist Oliver Jarvis             | Acura AR35TT 3,5 L V6 Turbo             | M     | 123   | 3.509       |
| 3       | DPi     | 31 | Whelen Engineering Racing              | Olivier Pla Pipo Derani                 | Cadillac DPi-V.R                        | M     | 123   | 4.272       |
| 3       | DPi     | 31 | Whelen Engineering Racing              | Olivier Pla Pipo Derani                 | Cadillac 5,5 L V8 Atmo                  | M     | 123   | 4.272       |
| 4       | DPi     | 02 | Cadillac Racing                        | Earl Bamber Alex Lynn                   | Cadillac DPi-V.R                        | M     | 123   | 4.704       |
| 4       | DPi     | 02 | Cadillac Racing                        | Earl Bamber Alex Lynn                   | Cadillac 5,5 L V8 Atmo                  | M     | 123   | 4.704       |
| 5       | DPi     | 5  | JDC Miller Motorsports                 | Tristan Vautier Richard Westbrook       | Cadillac DPi-V.R                        | M     | 123   | 5.785       |
| 5       | DPi     | 5  | JDC Miller Motorsports                 | Tristan Vautier Richard Westbrook       | Cadillac 5,5 L V8 Atmo                  | M     | 123   | 5.785       |
| 6       | DPi     | 10 | Konica Minolta Acura                   | Filipe Albuquerque Ricky Taylor         | Acura ARX-05                            | M     | 123   | 15.025      |
| 6       | DPi     | 10 | Konica Minolta Acura                   | Filipe Albuquerque Ricky Taylor         | Acura AR35TT 3,5 L V6 Turbo             | M     | 123   | 15.025      |
| 7       | LMP3    | 54 | CORE Autosport                         | Jon Bennett (en) Colin Braun            | Ligier JS P320                          | M     | 115   | + 8 tours   |
| 7       | LMP3    | 54 | CORE Autosport                         | Jon Bennett (en) Colin Braun            | Nissan VK56DE 5,6 L V8 Atmo             | M     | 115   | + 8 tours   |
| 8       | LMP3    | 36 | Andretti Autosport                     | Jarett Andretti (en) Gabby Chaves       | Ligier JS P320                          | M     | 115   | + 8 tours   |
| 8       | LMP3    | 36 | Andretti Autosport                     | Jarett Andretti (en) Gabby Chaves       | Nissan VK56DE 5,6 L V8 Atmo             | M     | 115   | + 8 tours   |
| 9       | LMP3    | 30 | Jr III Racing                          | Ari Balogh Garett Grist                 | Ligier JS P320                          | M     | 115   | + 8 tours   |
| 9       | LMP3    | 30 | Jr III Racing                          | Ari Balogh Garett Grist                 | Nissan VK56DE 5,6 L V8 Atmo             | M     | 115   | + 8 tours   |
| 10      | LMP3    | 13 | AWA                                    | Orey Fidani Kyle Marcelli               | Duqueine M30 - D08                      | M     | 114   | + 9 tours   |
| 10      | LMP3    | 13 | AWA                                    | Orey Fidani Kyle Marcelli               | Nissan VK56DE 5,6 L V8 Atmo             | M     | 114   | + 9 tours   |
| 11      | GTD Pro | 9  | Pfaff Motorsports                      | Matt Campbell Mathieu Jaminet           | Porsche 911 GT3 R                       | M     | 111   | + 12 tours  |
| 11      | GTD Pro | 9  | Pfaff Motorsports                      | Matt Campbell Mathieu Jaminet           | Porsche MA1.76/MDG.G 4,0 L Flat-6 Atmo  | M     | 111   | + 12 tours  |
| 12      | GTD Pro | 3  | Corvette Racing                        | Antonio García Jordan Taylor            | Chevrolet Corvette C8.R GTD             | M     | 111   | + 12 tours  |
| 12      | GTD Pro | 3  | Corvette Racing                        | Antonio García Jordan Taylor            | Chevrolet 5,5 L V8 Atmo                 | M     | 111   | + 12 tours  |
| 13      | GTD Pro | 23 | Heart of Racing Team                   | Ross Gunn Alex Riberas                  | Aston Martin Vantage AMR GT3            | M     | 111   | + 12 tours  |
| 13      | GTD Pro | 23 | Heart of Racing Team                   | Ross Gunn Alex Riberas                  | Aston Martin 4,0 L V8 Turbo             | M     | 111   | + 12 tours  |
| 14      | GTD     | 27 | Heart of Racing Team                   | Roman De Angelis (en) Maxime Martin     | Aston Martin Vantage AMR GT3            | M     | 111   | + 12 tours  |
| 14      | GTD     | 27 | Heart of Racing Team                   | Roman De Angelis (en) Maxime Martin     | Aston Martin 4,0 L V8 Turbo             | M     | 111   | + 12 tours  |
| 15      | GTD     | 57 | Winward Racing                         | Philip Ellis Russell Ward (en)          | Mercedes-AMG GT3 Evo                    | M     | 111   | + 12 tours  |
| 15      | GTD     | 57 | Winward Racing                         | Philip Ellis Russell Ward (en)          | Mercedes-Benz M159 6,2 L V8 Atmo        | M     | 111   | + 12 tours  |
| 16      | GTD Pro | 79 | WeatherTech Racing                     | Cooper MacNeil Daniel Juncadella        | Mercedes-AMG GT3 Evo                    | M     | 111   | + 12 tours  |
| 16      | GTD Pro | 79 | WeatherTech Racing                     | Cooper MacNeil Daniel Juncadella        | Mercedes-Benz M159 6,2 L V8 Atmo        | M     | 111   | + 12 tours  |
| 17      | GTD Pro | 25 | BMW Team RLL                           | Connor De Phillippi John Edwards        | BMW M4 GT3                              | M     | 111   | + 12 tours  |
| 17      | GTD Pro | 25 | BMW Team RLL                           | Connor De Phillippi John Edwards        | BMW S58B30T0 3,0 L i6 M TwinPower Turbo | M     | 111   | + 12 tours  |
| 18      | GTD     | 51 | Rick Ware Racing                       | Ryan Eversley (en) Aidan Read           | Acura NSX GT3 Evo22                     | M     | 111   | + 12 tours  |
| 18      | GTD     | 51 | Rick Ware Racing                       | Ryan Eversley (en) Aidan Read           | Acura 3,5 L V6 Turbo                    | M     | 111   | + 12 tours  |
| 19      | GTD Pro | 14 | Vasser-Sullivan Racing                 | Ben Barnicoat Kamui Kobayashi           | Lexus RC F GT3                          | M     | 111   | + 12 tours  |
| 19      | GTD Pro | 14 | Vasser-Sullivan Racing                 | Ben Barnicoat Kamui Kobayashi           | Toyota 2UR 5,0 L V8 Atmo                | M     | 111   | + 12 tours  |
| 20      | GTD     | 96 | Turner Motorsport                      | Bill Auberlen Robby Foley               | BMW M4 GT3                              | M     | 111   | + 12 tours  |
| 20      | GTD     | 96 | Turner Motorsport                      | Bill Auberlen Robby Foley               | BMW S58B30T0 3,0 L i6 M TwinPower Turbo | M     | 111   | + 12 tours  |
| 21      | GTD     | 1  | Paul Miller Racing                     | Bryan Sellers Madison Snow              | BMW M4 GT3                              | M     | 111   | + 12 tours  |
| 21      | GTD     | 1  | Paul Miller Racing                     | Bryan Sellers Madison Snow              | BMW S58B30T0 3,0 L i6 M TwinPower Turbo | M     | 111   | + 12 tours  |
| 22 Abd. | GTD     | 12 | Vasser-Sullivan Racing                 | Frankie Montecalvo Aaron Telitz         | Lexus RC F GT3                          | M     | 80    |             |
| 22 Abd. | GTD     | 12 | Vasser-Sullivan Racing                 | Frankie Montecalvo Aaron Telitz         | Toyota 2UR 5,0 L V8 Atmo                | M     | 80    |             |
| 23 Abd. | LMP3    | 74 | Riley Motorsports                      | Scott Andrews Gar Robinson              | Ligier JS P320                          | M     | 74    |             |
| 23 Abd. | LMP3    | 74 | Riley Motorsports                      | Scott Andrews Gar Robinson              | Nissan VK56DE 5,6 L V8 Atmo             | M     | 74    |             |
| 24 Abd. | LMP3    | 33 | Sean Creech Motorsport                 | João Barbosa Lance Willsey              | Ligier JS P320                          | M     | 32    |             |
| 24 Abd. | LMP3    | 33 | Sean Creech Motorsport                 | João Barbosa Lance Willsey              | Nissan VK56DE 5,6 L V8 Atmo             | M     | 32    |             |

## Pole position et record du tour
- Pole position :  Tom Blomqvist (#60 Meyer Shank Racing avec Curb Agajanian) en 1 min 04 s 394
- Meilleur tour en course :  Tom Blomqvist (#60 Meyer Shank Racing avec Curb Agajanian) en 1 min 05 s 987

## Tours en tête
- no 60 Acura ARX-05 - Meyer Shank Racing : 60 tours (1-11 / 45 / 49-76 / 94-113)[4]
- no 5 Cadillac DPi-V.R - JDC Miller Motorsports : 25 tours (12-36)
- no 02 Cadillac DPi-V.R - Cadillac Racing : 13 tours (37-44 / 46-48 / 77-78)
- no 01 Cadillac DPi-V.R - Cadillac Racing : 23 tours (79-91 / 114-123)
- no 31 Cadillac DPi-V.R - Whelen Engineering Racing : 2 tours (92-93)

## À noter
- Longueur du circuit : 2,459 miles
- Distance parcourue par les vainqueurs : 302,457 miles